# 埃鲁尔
埃鲁尔是葡萄牙阿威罗区的一个堂区。总面积4.4平方公里，总人口781人，人口密度177.5人/平方公里。